# Шома Морита
Шома Морита (на японски: 森田正馬) e японски психиатър, съвременник на Зигмунд Фройд и основател на терапия на Морита, клон на клиничната психология, силно повлияна от дзенбудизма. Професор по медицина в Токио, Шома създава оригинален метод за лечение на психичните разстройства, чиито основни елементи са заимствани от японската култура. Това е рехабилитация на личността въз основата на формиране отново на навиците. Най-напред болният бива оставен в изолация и легнал, в състояние на пълно бездействие. След това постепенно бива подтикван да се върне към активност. Това лечение, което съчетава тренировъчните методи, моралното напътствие и житейския опит, се оказа ефикасно при неврозите като фобията и натрапливата невроза.
Карен Хорни, американска психоложка, признава полезността на техниките на Морита, както е изтъкнато и от Албърт Елис. Може би най-знаменития от последователите на Морита е Дейвид Рейнолдс. Д-р Рейнолдс синтезира част от терапията на Морита наред с практиката на Найкан в „Конструктивен Живот“, образователен метод замислен за английско говорещите западняци. Ироничното е, обаче, че „Конструктивният Живот“ става изключително популярен в Япония.